# نفث

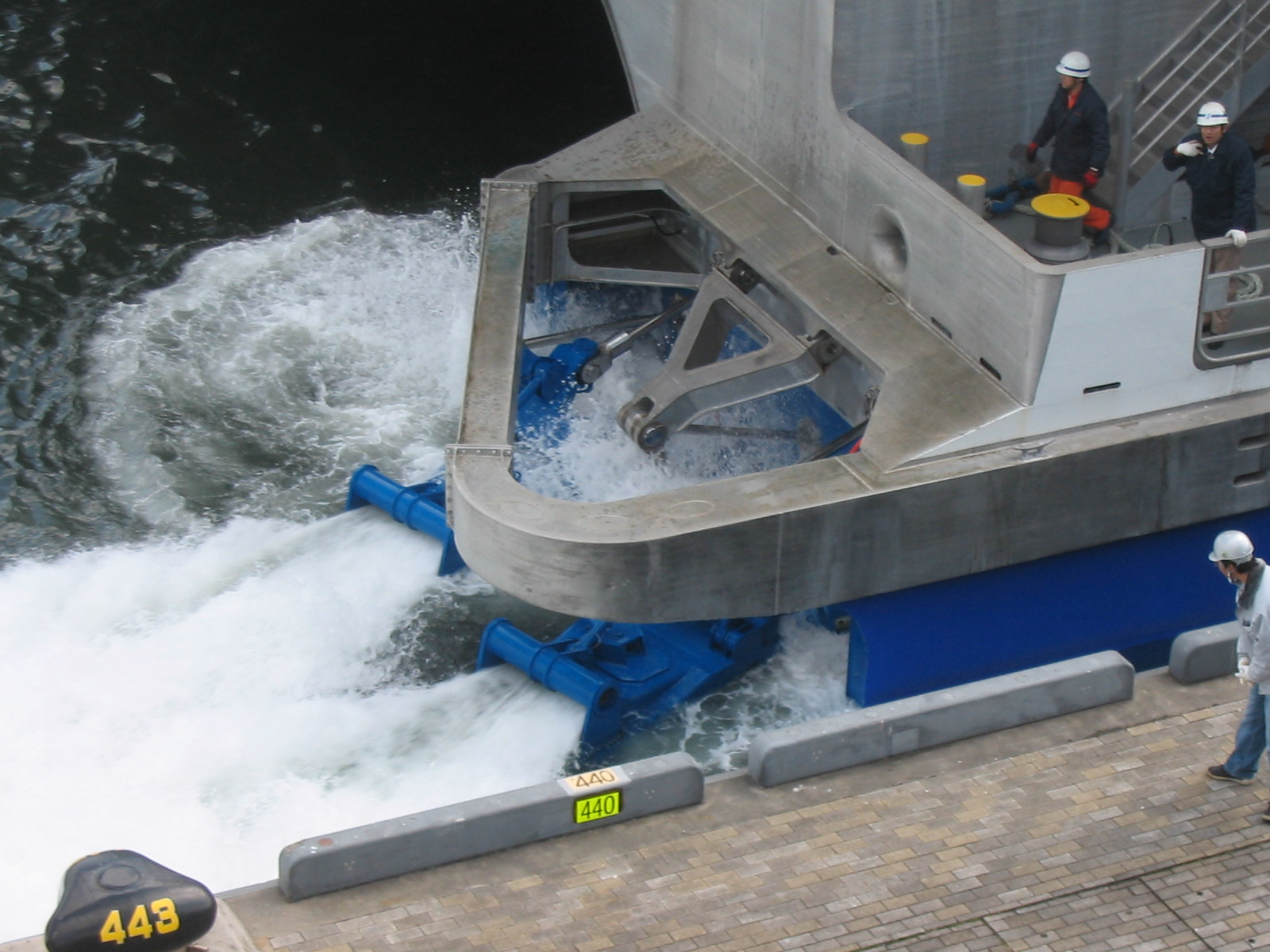
نفثات تنبثق من مضخة نفاثة على عَبَّارة.

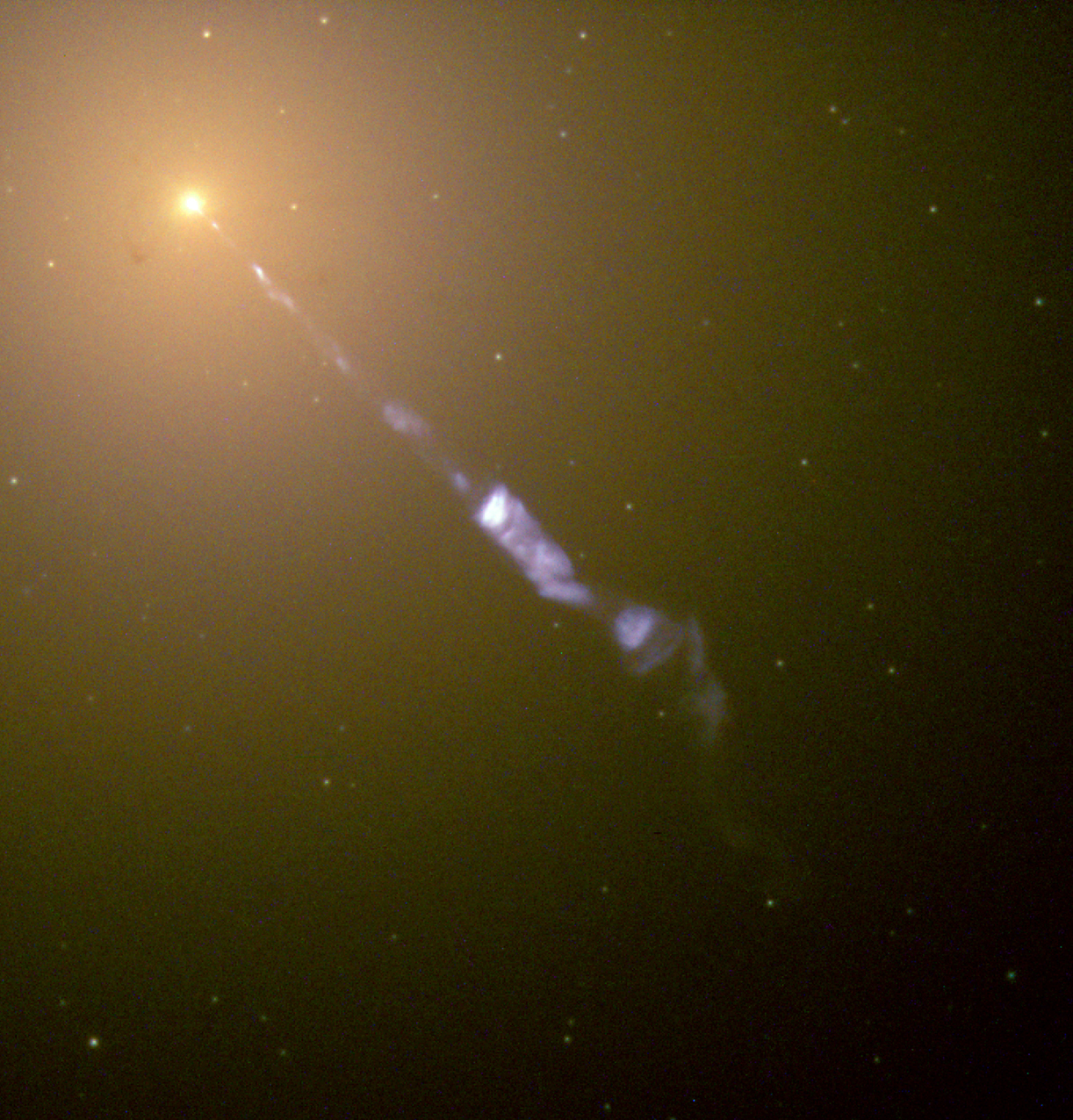
نفث نسبوي منبعث من مجرة مسييه 87 (M87)، كما يراه مقراب هابل الفضائي.

النَفْث (بالإنجليزية: Jet)‏ هو تيار من الموائع يُسقط على الوسط المحيط عادةً من خلال فوهة. النفثات قادرة على السفر لمسافات طويلة دون تبديد، ويتميز النفث بزخم أعلى مقارنةً بالسائل المحيط، خاصةً إذا كان الوسط المحيط يتكون من نفس السائل الذي يتكون منه النفث والذي يمتلك لزوجة. يُنقل السائل المحيط جنبًا إلى جنب مع التدفق في عملية تُعرف بالاحتواء.
تتحرك بعض الحيوانات ولا سيما رأسيات الأرجل عن طريق الدفع النفاث مثلها مثل المحركات الصاروخية والمحركات النفاثة.